# Phi2 Orionis
Pour les articles homonymes, voir Phi Orionis.
Désignations
Phi2 Orionis (φ2 Orionis / φ2 Ori) est une étoile de la constellation d'Orion. Elle forme un petit triangle sur la sphère céleste avec Meissa et Phi1 Orionis qui lui sont proches. Elle est visible à l’œil nu avec une magnitude apparente de 4,08. L'étoile présente une parallaxe annuelle de 27,76 mas mesurée par le satellite Hipparcos, ce qui signifie qu'elle est située à ∼ 117 a.l. (∼ 35,9 pc) de la Terre. Elle s'éloigne du système solaire à une vitesse radiale héliocentrique de +99 km/s.
Phi2 Orionis est une étoile géante ou sous-géante jaune de type spectral G8 III-IV. Âgée de 6,9 milliards d'années, elle est en train d'évoluer en s'éloignant de la séquence principale. Elle fait 1,07 fois la masse du Soleil, mais elle s'est étendue jusqu'à faire 7,72 fois son rayon. L'étoile est 31,6 fois plus lumineuse que le Soleil et sa température de surface est de 4 856 K.